# يوكاي

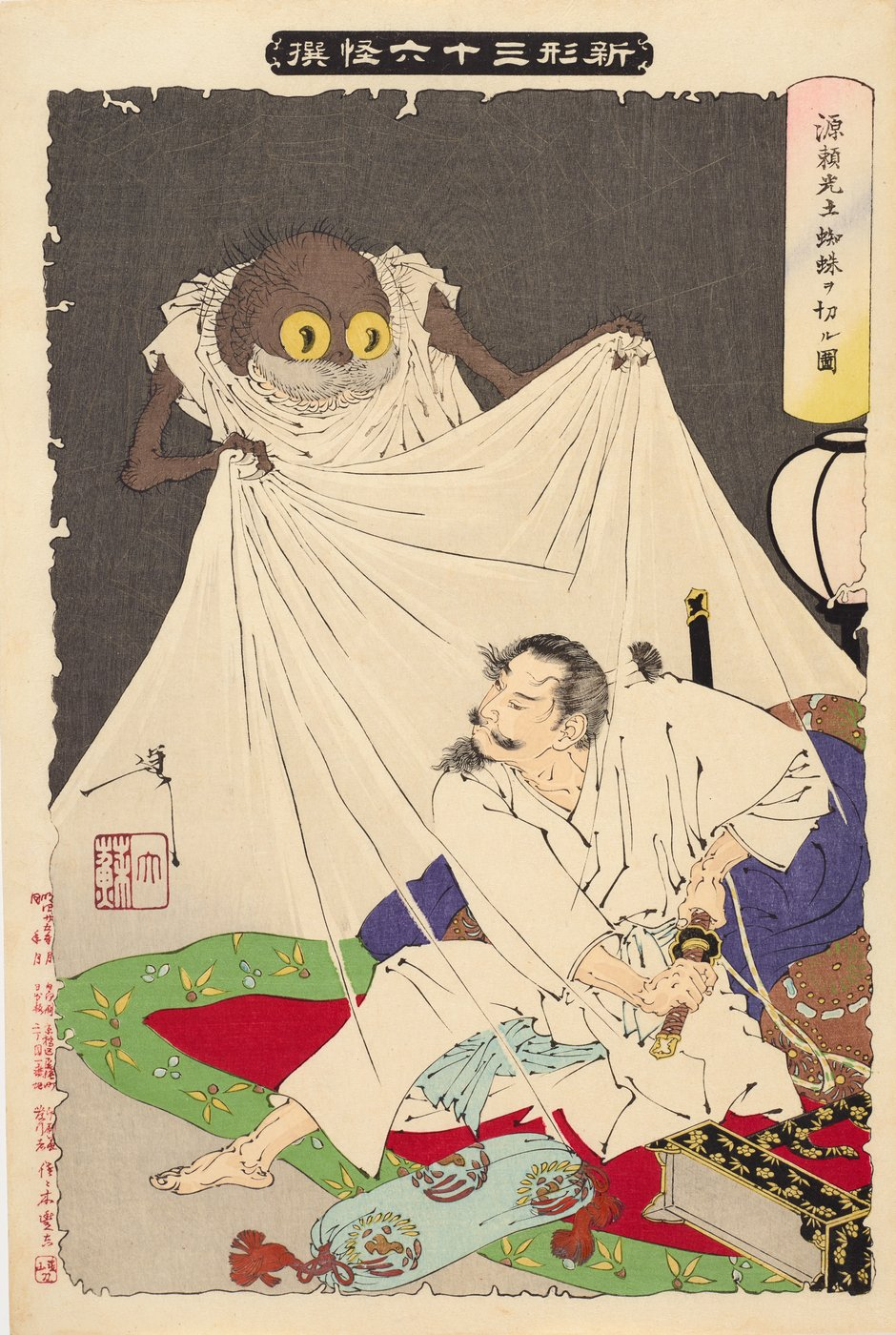
وصف لكلمة يوكاي صوريا

يوكاي (باليابانية: 妖怪) الكلمة ”يوكاي“ Yokai  مُشتقه من الكلمة اليابانية ” غير أرضي ” و ” غريب” أو “عجيب” . وتعني «الروح» أو «الشبح» «الجن المارد» والشياطين وهي فئة من مخلوقات أوباكه في الفلكلور الياباني، تتراوح بين أوني والكيتسونه أو بنت الثلج (يوكي أونا). يصور البعض منها على شكل نصفهُ إنسان والنصف الآخر حيوان مثل (كابا، تينغو). وتمتلك أغلب اليوكاي نوعاً من القدرات الخارقة، ولذلك غالباً ما تكون خطرة ومخيفة للإنسان.

## اصل اليوكاي
قالو قديماً بأن الإله إيزاناغي عندما عاد للأرض يوماً حتى يطهر نفسه وليغتسل. وهو يتطهر سقطت قطرات ماء على التربة، التي أكسبت هذه البقعة صفات غريبة، ومنها ولد اليوكاي. – وجدت في أشعار الكويجي اليابانية، وهي أقدم نص ياباني معروف، حيث كُتب باللغة اليابانية لكن باستعمال الأحرف الصينية. Kojiki (古事記; Record of Ancient Matters) ويعود للقرن الثامن الميلادي.
هذه القصة المعروفة عن إيزانامي وإيزاناغي – رغم تعقيدها الشديد، وعدة معانيها المختلفة- تقدم لنا وصفاً فلكلورياً مبدئياً لأصل هذه الكائنات العجيبة. وتقدم لنا أيضاً نبذة للفلكلور الياباني المعقد جداً بمعانيه وتوسعه وانقسامه لانقسام القبائل والمناطق التي آمنت بهذه الكائنات المخيفة العجيبة.
في القرن السابع الميلادي، كان من الشائع تسمية اليوكاي بمونونوكي– أو باكيمونو – bakemono – أي شبح للأولى، ووحش للثانية. التسمية تنوعت على مر الزمن حتى أصبح الوصف الدارج هو ” يوكاي” yokai  في هذا الزمن، وأصبح وصفاً دارجاً تقريباً لمعظم هذه الكائنات الغريبة.
بالطبع من الصعب تحديد الاسم الحقيقي أو المعنى الصحيح المشار لكلمة yokai، إذ أنها تعود بالمعنى لكل ماهو فوق طبيعي. وشمولها لمعظم المونونوكي والأوني يدل على تحولها إلى كلمة جامعة لهذا الجنس غير البشري. بإستثناء اليوري Yurei حيث تعود لأشباح الموتى وما شابهها.
في القرن الثامن عشر، تحول اليوكاي من قصص رعب مخيفة إلى مادة غنية للفن والأدب. في بدايات عصر ميجي قبل أن تفتح اليابان أبوابها للعالم الخارجي، انتشرت موضة لعب الأطفال ببطاقات الكاروتا karuta  وتسمى ب أوباكي كاروتا المرسوم عليها صور اليوكاي. تمت مناقشة (المسابقة الوطنية في لعبة الكاروتا)  في الأنمي المدرسي chihayafuru .

## اقرأ أيضا
- شيغيرو ميزوكي